# 황선당
황선당(1936년 2월 3일 - 2008년 11월 27일)은 대한민국의 대법관을 역임한 법조인이다. 

## 생애
경상남도 함안군에서 태어나 서울대학교 법과대학 4학년 때인 1956년 제8회 고등고시 사법과에 합격하고 1958년 서울대학교 법과대학을 졸업했다. 판사에 임용되지 않고 1960년 변호사개업을 했으나 1961년에 부산지방법원 판사에 임용되어 1969년 대법원 재판연구관을 했을 뿐 1972년까지 부산지방법원, 대구고등법원, 서울고등법원, 제주지방법원 판사를 하다가 1973년 서울형사지방법원 부장판사가 되었다. 1979년 서울고등법원 부장판사 1981년 제주지방법원장, 1982년 춘천지방법원장, 1984년 서울형사지방법원장을 역임했으며 1986년에 전두환 대통령에 의해 5년 임기의 대법원 판사에 임명되었다. 이후 헌법개정으로  6년 임기의 대법관에서 퇴임한 이후 법무법인 아주 고문 변호사로 일했다. 서울형사지방법원장에 재직하던 1985년 10월 10일에 서울형사지법에서 시위 물품을 운반하다 적발된 여대생을 즉심에서 무죄로 방면한 일이 발생하자 안기부로부터 다시는 이런 일이 재발하지 않도록 하는 협조를 받고 시국 사건 담당 판사에게 유죄를 부탁한 사실이 밝혀지기도 했다.